# 洛伊滕战役
洛伊滕战役（德语：Schlacht bei Leuthen；英语：Battle of Leuthen），也常译成鲁腾战役，是七年戰爭中普魯士與奧地利在1757年12月5日的戰役。以普軍大勝作結。此戰與羅斯巴赫战役被譽為是腓特烈大帝最輝煌的戰績之一。

## 戰前形勢
羅斯巴赫戰役之勝並不能改變科林戰役之後的劣勢。就在腓特烈奔向西南打擊法軍的時候，他留下來守衛西里西亞的貝費恩公爵，連續大敗於道恩元帥和卡爾親王的奧軍主力，西里西亞首府布雷斯勞陷落，全境幾乎被佔領，貝費恩公爵本人被俘。腓特烈聞聽噩耗，留下斐迪南親王少量部隊擋住西方向法軍北返，儘管他在西里西亞已經沒有可以立足的基地，但是腓特烈以奇襲突然佔領奧軍在新市场（Neumarket）的補給中心，出乎奧地利統帥部的意料。他們以為腓特烈在羅斯巴赫戰役之後，應該進營地過冬了。奧軍卡爾（洛林親王）和道恩元帥有66,000人。腓特烈儘管疲於奔命，但是仍然信心十足地以36,000普軍，尋找奧軍主力決戰，因為腓特烈錯以為奧軍只有36,000。1757年12月5日，洛伊滕战役爆发。

## 戰鼓響起

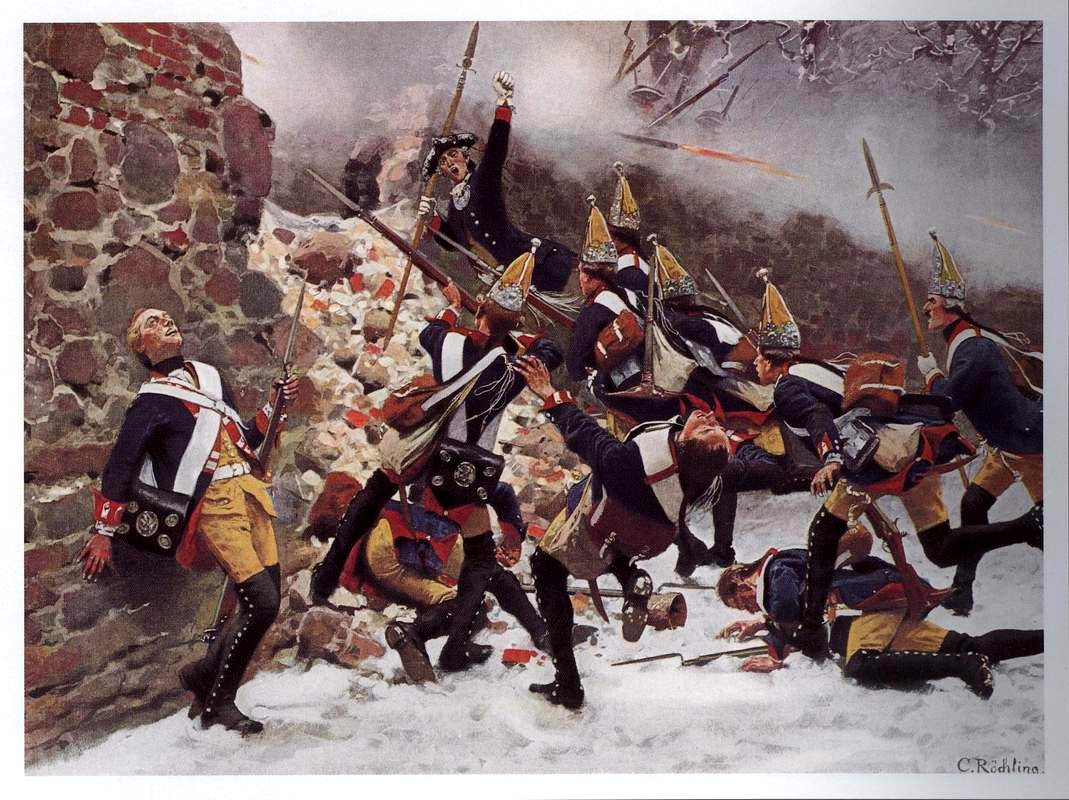
普軍對缺口的衝鋒

奧軍擁有84個步兵營和144個騎兵中隊，佔領一條南北走向的防線，面對西方。左手和背後有一條小河。奧軍中央以洛伊滕村為支撐點，左翼由纳达斯提將軍指揮，跟小河之間有一段距離。右翼由盧凱塞將軍指揮，左右兩翼頂端相距近6英里，調動兵力不便。腓特烈有48個營24,000步兵，128中隊共12,000騎兵，總兵力僅僅36,000人，但是他擁有一個優勢：比奧軍熟悉地形，因為數年前普魯士曾經在這同一片地方舉行過秋季演習。腓特烈知道，在奧軍右側（北側）前方，有一片高地，叫Borne山，可以用來遮蔽敵人視線，秘密機動部隊，準備對奧軍左翼到小河之間的空隙實施打擊。
腓特烈的部隊從西北向東南進入戰場，前鋒橫越奧軍防線面前，在前哨戰中擊潰奧軍騎兵5個團，佔領Borne高地，掩護主力從高地後面隱蔽繼續向南行軍，向奧軍南側左翼集結。因為Borne高地在奧軍北翼當面，右翼指揮官盧凱塞將軍把當面展開的普軍掩護兵力當成主力，誤判普軍主攻方向在北，連番向卡爾親王和道恩元帥告急，卡爾將9個營預備隊從南方調到北方，進一步削弱了自己左翼。普軍主力從容集中，並迂回了奧軍左翼頂點，下午一點，齊騰的騎兵和莫里茨親王的步兵，突然打擊在纳达斯提將軍的身上，從南向北捲擊。纳达斯提措手不及，一面向總部告急，一面試圖發動騎兵反攻，但是被普軍步兵擊敗，半個小時左右的時間，纳达斯提的奧軍左翼被碾碎，卡爾親王不得不以中央的洛伊滕村為軸，將南翼收縮，整個防線由向西旋轉成向南。
下午3點半，戰役第二階段開始，洛伊滕村的攻防成為焦點，奧軍憑藉數量優勢死守，大量兵力擠壓猥集在洛伊滕周圍，普軍莫侖道夫（Mollendorf）近衛旅經過苦戰，以數次衝鋒佔領該村，但是奧軍稍稍向北退後，繼續頑強防禦，普軍苦於無法從村裏衝出，戰局有陷於膠著的危險。

## 奧軍潰敗

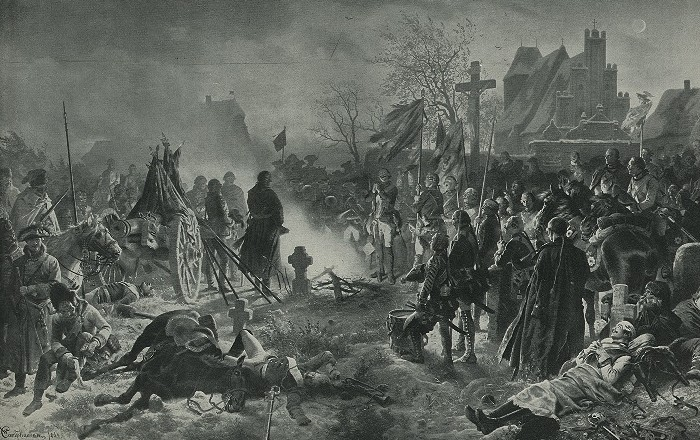
洛伊滕战役傍晚 (中为腓特烈二世)

下午4點，戰役進入第三個決定性階段。原來奧軍北翼的盧凱塞將軍，帶騎兵主力70個中隊完成集結，位置在中央洛伊滕村以西，面向南方，準備向洛伊滕附近的普軍步兵主力左翼發動強有力的反攻。但是他們不知道，他們的位置，正好夾在洛伊滕村和更靠西的普魯士德里森（Driesen）中將40中隊騎兵之間。當奧軍騎兵發起反攻的時候，普軍騎兵馬上從外翼發動側擊，頓時奧地利騎兵進攻隊形大亂，盧凱塞陣亡。得勝的普軍騎兵繼續向中央奧軍主力發動側擊，而腓特烈本人和齊騰將軍率領驃騎兵，迂回到奧軍主力背後，整個奧地利防線中央和左翼被完全毀滅，奧地利大軍崩潰。腓特烈乘勝發動堅決的追擊，第一次把戰場勝利發展成戰略上的追亡逐北。普軍雖然大戰後非常疲憊，但是士氣高漲，連夜喊著口號行軍。此役普軍傷亡約6,300人，而奧地利在戰場上損失了22,000人，其中12,000被俘，戰後齊騰指揮騎兵窮追不捨，又俘虜奧軍2,000人。此外，整個西里西亞被收復，布雷斯劳的奧地利守軍17,000人也向腓特烈投降。

## 輝煌戰績
總共算起來，腓特烈在洛伊滕戰場上消滅的奧軍，在4萬人以上。軍事史家把洛伊滕戰役許為腓特烈大帝軍事藝術的巔峰之作，就象拿破崙的奧斯特里茨戰役一樣。也有評家把發生在1個月之內，互相有內在聯繫的羅斯巴赫和洛伊滕兩大战役，看成一個整體的大戰役。僅憑這兩場战役，腓特烈就完全奠定了其作為古今最偉大名將之一的地位。

洛伊滕战役經過
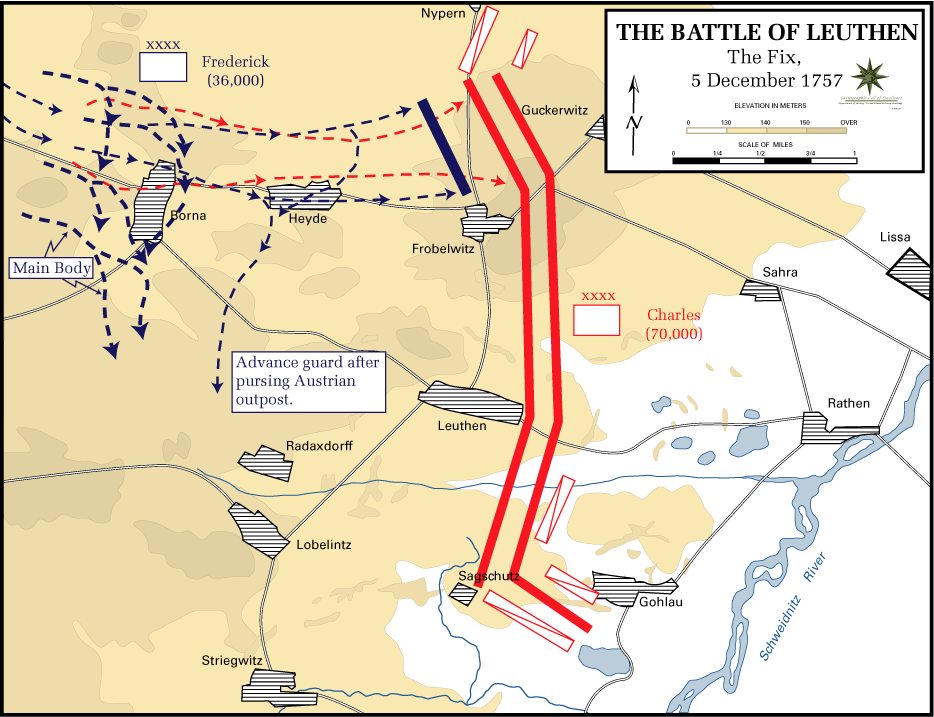
佯攻
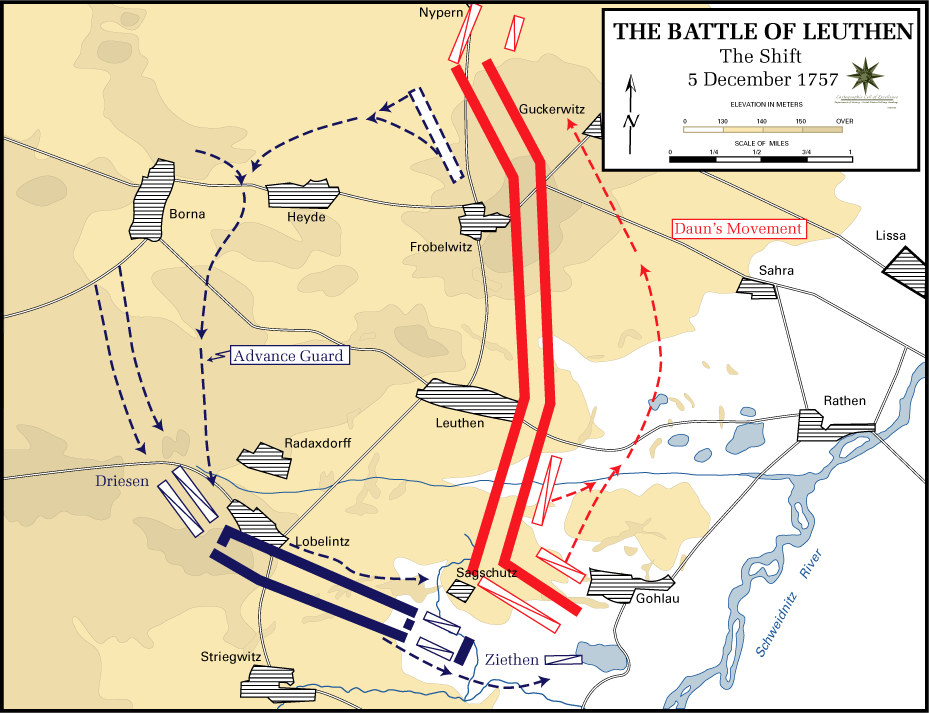
轉移
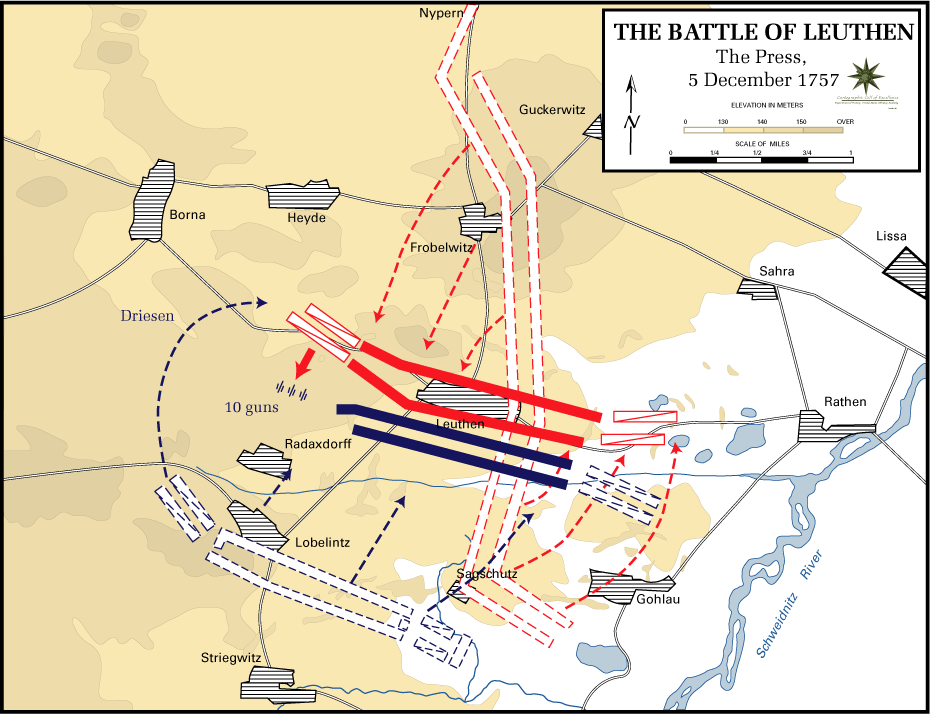
進攻
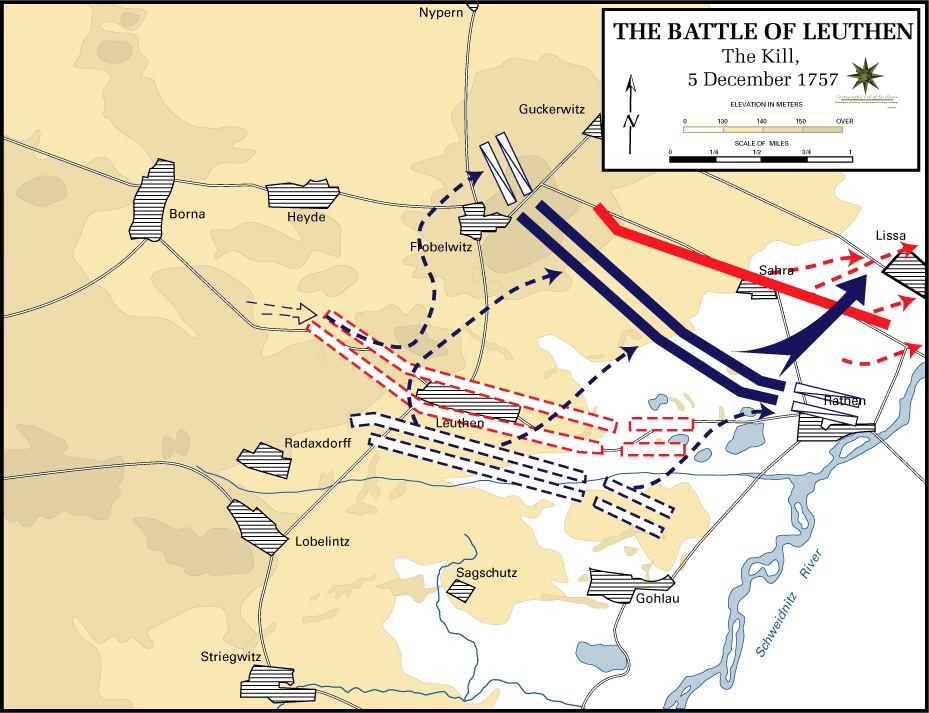
結束

## 參看
- 七年戰爭
- 腓特烈大帝